# Vladimir Propp
Vladimir Jakovlevitj Propp (ryska: Владимир Яковлевич Пропп), ursprungligen Herman Voldemar Propp, född 17 april 1895 i Sankt Petersburg, Ryssland, död 22 augusti 1970 i Leningrad, Sovjetunionen, var en sovjetisk litteraturvetare.
Propp analyserade ryska folksagor och kom fram till 31 gemensamma drag, funktioner, kring vilka alla sagor var uppbyggda. Exempel på dessa är ett stegrande i metaller (från koppar genom silver till guld), mötet med mentorn som uppmanar huvudkaraktären att genomföra uppdraget, nedstigandet i underjorden som symbol för passagen som leder in i en ny mystisk värld och tilldelandet av magiska föremål eller mandalas för att klara uppgiften. Filmer som Conan Barbaren (John Milius, 1981) och När lammen tystnar (Jonathan Demme, 1987) är goda exempel på hur Vladimir Propps 31 funktioner levt vidare i filmens värld.

## Propps 31 gestaltfunktioner
Ursprungssituation - familjens medlemmar presenteras; hjälten presenteras
1. Bortavaro - en i familjen håller sig borta
2. Förbud - förbudet riktas mot hjälten (kan upphävas)
3. Kränkning - förbudet kränks
4. Spaning - skurken söker skaffa sig information
5. Utlämning - skurken får information om offret
6. Bedrägeri - skurken söker lura offret
7. Delaktighet - offret luras
8. Skurkaktighet - skurken vållar en familjemedlem skada; familjemedlem saknar/önskar något
9. Förmedling - olyckan blir känd; hjälten sänds efter
10. Motstånd - hjälten går med på, bestämmer sig för, att göra motstånd
11. Avresa - hjälten lämnar hemmet
12. 1:a givarfunktionen - hjälten testas, får en magiska agent eller hjälpare
13. Hjältens reaktion - hjälten reagerar på agenten eller givaren
14. Mottagande av agenten - hjälten får bruk för agenten
15. Förändring i rummet - hjälten börjar sökandet
16. Kamp - hjälten och skurken i direkt strid
17. Stämplande - hjälten stämplas
18. Seger - skurken besegras
19. Undanröjning - ursprungliga olyckan eller bristen undanröjs
20. Återvändo - hjälten återvänder
21. Förföljande, jakt - hjälten förföljs
22. Räddning - hjälten räddas från förföljarna
23. Icke igenkänd ankomst - hjälten anländer till hemmet eller annan plats utan att kännas igen
24. Ogrundade krav - falsk hjälte framför ogrundade krav
25. Svår uppgift - hjälten föreläggs en svår uppgift
26. Lösning - uppgiften löses
27. Igenkänning - hjälten känns igen
28. Avslöjande - den falske hjälten eller skurken avslöjas
29. Omgestaltning - hjälten får ett nytt utseende
30. Straff - skurken bestraffas
31. Giftermål - hjälten gifter sig, bestiger tronen